# Serra da Cangalha

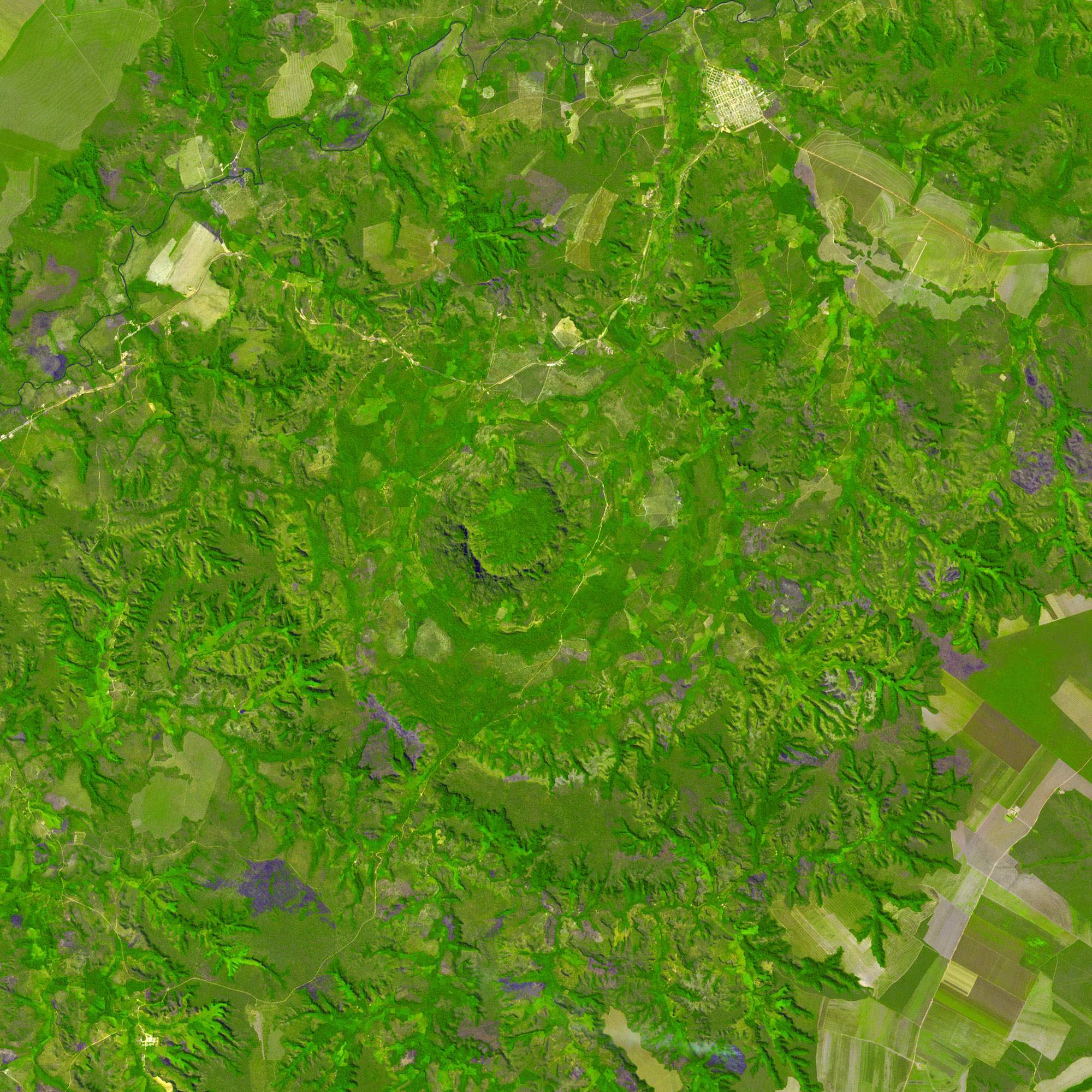
Serra da Cangalha-Krater in Brasilien

Der Serra da Cangalha ist ein Impaktkrater im Nordosten Brasiliens im Bundesstaat Tocantins in der Nähe der Grenze zum Bundesstaat Maranhão (8° 5′ S, 46° 52′ W).
Der Krater hat einen Durchmesser von 12 bis 13 km, was ihn zum zweitgrößten, bekannten Krater in Brasilien macht. Sein Alter wird auf etwa 220 Millionen Jahre (Trias-Periode) geschätzt. Der Name bedeutet auf Portugiesisch Packsattel-Berge.

## Beschreibung
Der äußere Ring ist ein kreisrunder nach innen gerichteter Steilhang mit einem Durchmesser von etwa 12 km auf weitgehend unberührten Kreide- und oberen Silur-Sedimenten des Parnaíba Beckens, mit Lücken im Westen, Norden und Süden durch Flusstäler. Innerhalb des äußeren Rings gibt es eine Serie konzentrischer, kreisrunder Täler und ein zentrales Becken, alle mit etwa der gleichen Höhe, getrennt durch ringförmige Wälle. SRTM-Bilder zeigen einen schwachen Ring mit etwa 11 km Durchmesser, einen zweiten Ring aus flachen Hügeln mit 5–6 km Durchmesser, und einen inneren Ring mit steileren Hügeln von etwa 3 km Durchmesser und bis zu 420 m Höhe, der im Nordwesten geöffnet ist und ein zentrales Becken mit etwa 2,2 km Durchmesser umrandet.
Der Ursprung durch einen Impakt wird durch das Vorhandensein von Impaktbrekzien, Quarzit Strahlenkegeln und geschocktem Quarz attestiert. Man glaubt, dass der Meteorit die Erdoberfläche in einem flachen Winkel von 25 bis 30 Grad auf trockenem Land getroffen hat. Radiale Verwerfungen sind innerhalb des Kraters vorhanden, und manche reichen bis zu 16 km vom Zentrum.
Gestörte und steil geneigte Sedimente aus der Karbon- und Devon-Periode sind innerhalb des Kraters zu finden. Eine magnetische Analyse der Struktur zeigte, dass die Deformation innerhalb des Kraters bis zu einer Tiefe von etwa 2 km reicht.

## Geschichte und Studien
Die Identifikation der Struktur als ein Impaktkrater wurde zuerst 1973 von R.S. Dietz und B.M. French festgestellt.
Strahlenkegel wurden von Beatty im Jahr 1980 gefunden.
Impaktbrekzien, Impaktschmelze und geschockter Quarz wurden von McHone in seiner Abschlussarbeit 1986 erwähnt.
Eine magnetische Untersuchung der Struktur wurde von A.A. Adepelumi und anderen im Jahr 2005 veröffentlicht.